# Serhiy Olizarenko
Serhiy Olizarenko (Dolynska, RSS de Ucrania; 9 de septiembre de 1954 – Odessa, Ucrania; 18 de diciembre de 2024) fue un atleta ucraniano especialista en la carrera con obstáculos.

## Carrera
Participó en los Juegos Olímpicos de Moscú 1980 en el evento de 3000 metros con obstáculos representante a la Unión Soviética, donde superó la primera ronda al terminar en tercer lugar en su hit de clasificación, pero no pudo terminar su carrera de semifinales por una lesión en el tendón de Aquiles, y luego de la lesión tuvo dos cirugías, pero por complicaciones no pudo recuperarse y se retiró del deporte.

## Vida personal
En 1978 Olizarenko conoció a la corredora de media distancia Nadezhda Mushta, con la que se casó en ese año y tuvieron a su única hija, Oksana, que nació poco tiempo después de finalizados los Juegos Olímpicos de Moscú 1980.